# 57
57 foi um ano comum do século I que durou 365 dias. De acordo com o Calendário Juliano, o ano teve início e terminou a um sábado. a sua letra dominical foi B.
| Ano completo                   |
| ------------------------------ |
| Ano comum com início ao sábado |